# ラリビー
ラリビー（Larrivée）は、カナダ出身のギタービルダー、ジャン・ラリビー（Jean Larrivée）によって1967年に設立されたアコースティックギターを中心とする楽器製造メーカーである。正式社名はJean Larrivée Guitars USA Inc.。現在はアメリカ合衆国とカナダを拠点とする。

## 歴史
ラリビーは、1967年にカナダのトロントでジャン・ラリビーによって創業。当初はクラシックギターの製作に注力していたが、1971年にスチール弦アコースティックギターの生産を開始。1977年にブリティッシュコロンビア州ビクトリアに移転し、1982年にバンクーバーへ移転。2001年にはカリフォルニア州に工場を設立し、現在はアメリカとカナダで製造を行っている。ジャン・ラリビーは、エドガー・モエンク・シニアの下でギター製作を学び、独自の「シンメトリカル・パラボリックXブレーシング」を開発し、音色と耐久性の向上を図った。

## 日本での展開
日本では1970年代後半から輸入され始め、株式会社日本娯楽が現在の代理店として販売を担当する。

## 使用アーティスト
ラリビーギターは、以下のようなアーティストに愛用されている：
- ブルース・コバーン（Bruce Cockburn）：カナダのミュージシャンで初期の支持者。
- トミー・エマニュエル（Tommy Emmanuel）：シグネチャーモデルを持つオーストラリアのギタリスト。
- クリス・ハドフィールド（Chris Hadfield）：国際宇宙ステーションで「Space Oddity」を演奏。
- スティーヴ・ドーソン（Steve Dawson）：ナッシュビルを拠点とするギタリスト兼プロデューサーで、30年以上Larrivéeを使用。
- ピーター・ヤーロウ（Peter Yarrow）：ピーター・ポール＆マリーのメンバー。再結成後にLarrivée（特にL-09）を愛用し、透明感のある音色を活かした演奏スタイルを採用。
- ジョージ・キャノン（George Canyon）：カントリーミュージシャンでLarrivéeを愛用。
- ジャスティン・キング（Justin King）：フィンガースタイルギタリストで、Larrivéeの音色を活かした演奏が評価されている。
- 中川イサト(Isato Nakagawa)：演奏家、日本のフィンガーピッキングの巨匠。
- 桜井和寿(Kazutoshi Sakurai):ミュージシャン、Mr.Children（l-10)
- 小西寛子（Hiroko Konishi）：声優、ミュージシャン、(OM-09)[2]